# Gårtjärnet (Svanskogs socken, Värmland, 657738-131209)
Gårtjärnet är en sjö i Säffle kommun i Värmland och ingår i Göta älvs huvudavrinningsområde.